# Hampton Bishop
Hampton Bishop est une paroisse civile et un village du Herefordshire, en Angleterre.